# Ligas de extrema direita
As ligas de extrema-direita (em francês: ligues d'extrême droite) foram vários movimentos da extrema-direita francesa contrários ao parlamentarismo, que se dedicavam principalmente a desfiles militares, brigas de rua, manifestações e motins. O termo ligue era frequentemente usado na década de 1930 para distinguir esses movimentos políticos de partidos parlamentares. Depois de terem surgido inicialmente no fim do século XIX, durante o caso Dreyfus, tornaram-se comuns na década de 1920 e 1930, participando notavelmente da crise de 6 de fevereiro de 1934 e dos motins que derrubaram o segundo Cartel des gauches, isto é, a coalizão de centro-esquerda liderada por Édouard Daladier.
Por muito tempo, a esquerda francesa esteve convencida de que esses motins tinham sido uma tentativa de golpe de Estado contra a República Francesa. Embora historiadores contemporâneos tenham demonstrado que, apesar dos tumultos e do consequente colapso do governo de esquerda, não havia planos organizados para derrubar o governo radical-socialista de Daladier, essa crença generalizada levou à criação do movimento antifascista na França e, mais tarde, à dissolução dessas ligas em 1936, pelo governo de esquerda da Frente Popular, chefiado por Léon Blum.

## Debate sobre o "fascismo francês"
O debate sobre um “fascismo francês” está intimamente ligado à existência dessas ligas antiparlamentares, muitas das quais adotaram, ao menos, sinais e rituais exteriores do fascismo (saudação romana, etc.) e, explicitamente, imitavam, de um lado, os squadristis de Benito Mussolini ou, de outro, a organização do Partido Nazista de Adolf Hitler. — Deve-se ter em mente, ao analisar o “fascismo francês”, as relações internacionais: na década de 1930, o conservador presidente do Conselho Pierre Laval iniciou relações com a Itália de Mussolini e com a URSS contra a Alemanha, vista como “inimiga hereditária” da França (ver Inimizade franco-alemã). Após o encontro de Laval com Mussolini em Roma em 4 de janeiro de 1935, essa política levou à assinatura da Frente de Stresa em 1935. Assim, a extrema-direita francesa se viu dividida entre o fascismo italiano, o nazismo e o nacionalismo, o que a impedia de se aliar a Hitler e a pressionava a buscar uma aliança com Mussolini. Trajetórias individuais durante o regime de Vichy, quando alguns membros de extrema-direita acabaram optando pela Resistência contra o ocupante alemão, ilustram esses conflitos ideológicos.
As ligas criadas na década de 1920 a partir de associações de veteranos são geralmente distinguidas daquelas fundadas na década de 1930, como o Francisme, de Marcel Bucard, mais explicitamente influenciadas pelo fascismo ou nazismo — uma das razões sendo o antimilitarismo, pacifismo e a oposição à expansão colonial presentes em diversas associações de veteranos nos anos 1920. Rapidamente, porém, as ligas romperam com esse antimilitarismo e anticolonialismo de esquerda. Tanto o primeiro quanto o segundo Cartel des Gauches (1924–26 e 1932 até os motins de 6 de fevereiro de 1934) viram o surgimento de muitas ligas com a intenção de derrubá-los por meio de manifestações de rua. Assim, as Jeunesses Patriotes (JP), de Pierre Taittinger, foram fundadas durante o primeiro Cartel, chefiado por Édouard Herriot, em 1924, assim como o Faisceau (1925), de Georges Valois, e a Croix-de-Feu, do coronel de la Rocque, criada um ano após a queda de Herriot. Por outro lado, a Solidarité française, de François Coty, e o Francisme, de Marcel Bucard, foram ambos fundados em 1933, durante o governo de esquerda de Édouard Daladier. Daladier foi substituído, após os motins de 6 de fevereiro de 1934, pelo conservador Gaston Doumergue, que incluiu em seu gabinete várias personalidades de direita próximas às ligas de extrema-direita, como Philippe Pétain e Pierre Laval.
Grande parte do debate sobre a existência de um “fascismo francês” no período entre as duas guerras se concentrou nessas ligas paramilitares, embora a maioria dos historiadores franceses concorde em afirmar que, como o fascismo é, por definição, um “movimento de massa”, essas ligas não se enquadram nesse critério. Isso, evidentemente, tem sido contestado, já que algumas delas, como a Croix-de-Feu, de coronel de la Rocque, eram muito populares e contavam com um número considerável de adeptos. Contudo, de la Rocque, que mais tarde fundaria o Parti Social Français (PSF, considerado o primeiro partido de massa de direita na França, posteriormente imitado pelo Gaullismo), muitas vezes foi considerado não ser fascista, baseando-se, em particular, em seu respeito pela legalidade constitucional durante os motins de 6 de fevereiro de 1934. Outros observadores argumentam que tanto o fascismo quanto o nazismo respeitavam formalmente a legalidade e que esse fator, por si só, não basta para distinguir o movimento de la Rocque de outros tipos de fascismo.

## Ligas significativas
As ligas de extrema-direita na França caracterizavam-se por seu nacionalismo, militarismo, antissemitismo, antiparlamentarismo e anticomunismo. Além disso – e especialmente na década de 1930 – eram frequentemente inspiradas nos Camisas Negras paramilitares de Benito Mussolini, favorecendo desfiles militares, uniformes e a exibição de força física.
As ligas de extrema-direita mais conhecidas incluíam:
- Liga dos Patriotas (Ligue des Patriotes), liderada por Paul Déroulède (fundada em 1882, reativada em 1896 durante o caso Dreyfus e dissolvida pouco depois)
- Antisemitic League of France (Ligue antisémitique de France), liderada por Édouard Drumont (fundada em 1889, extinta antes da Primeira Guerra Mundial)
- Camelots du Roi (Camelots du Roi), fundada em 1908. Organização juvenil do movimento monarquista de extrema-direita Action Française, que participou dos motins de fevereiro de 1934.
- Jovens Patriotas (Jeunesses Patriotes), fundados em 1924 por Pierre Taittinger. Reivindicando a herança da Liga dos Patriotas de Déroulède, também participaram dos motins de fevereiro de 1934. Apresentando-se como um movimento favorável a um poder executivo mais forte e com os objetivos oficialmente proclamados de “defender as instituições da esquerda”, os Jovens Patriotas adotaram sinais cerimoniais popularizados pelos fascistas (como a saudação romana), mas mantiveram, no todo, um programa reacionário distinto do fascismo.
- Defesa Camponesa (Défense Paysanne), também conhecida como Camisas Verdes (Chemises Vertes), fundada por Henry Dorgères
- Frente Camponesa (Front Paysan), resultante da união de três grupos agrários mais antigos, incluindo a Defesa Camponesa
- Frontisme, fundado por Gaston Bergery.
- Le Faisceau, partido fascista fundado em 1925 por Georges Valois. Fortemente inspirado no fascismo de Mussolini, o Faisceau afirmava fazer a síntese entre socialismo e nacionalismo, princípio fundamental da ideologia nacional-socialista. Alcançou seu auge em 1926, com 25 000 membros denominados “Camisas Azuis” (inspiradas nos Camisas Negras italianos), antes de se dissolver devido a disputas internas.[4]
- Cruz de Fogo (Croix-de-Feu), uma associação de veteranos, fundada em 1927. Sob a liderança de François de La Rocque, organizou uma manifestação pacífica em 6 de fevereiro de 1934 e não participou dos motins. Gradualmente tornou-se mais moderada, transformando-se finalmente em um partido de centro-direita democrático, o Parti Social Français (1936–40). Durante a Segunda Guerra Mundial, La Rocque usou seu partido como uma rede de inteligência ligada ao serviço secreto britânico, abrindo caminho para o Gaullismo.
- Solidariedade Francesa (Solidarité Française), fundada em 1933 pelo empresário de perfumes François Coty (1874–1934).
- Movimento Francista (Mouvement Franciste), fundado por Marcel Bucard em setembro de 1933. Parcialmente financiado por Mussolini, foi dissolvido em 1936 após a proibição pelo governo da Frente Popular, apenas para reaparecer em 1941 sob o Regime de Vichy. Seus membros estiveram entre os mais entusiasmados colaboradores do regime nazista.

## Dissolução das ligas
Esse contexto de agitação de rua levou o governo de Pierre Laval a proibir as organizações paramilitares em 6 de dezembro de 1935, e depois a aprovar a lei de 10 de janeiro de 1936 sobre milícias e grupos de combate. Essa lei limitava o direito de associação (decorrente da lei de 1901 sobre associações) caso esses grupos organizassem demonstrações armadas nas ruas, apresentassem um aspecto paramilitar ou tentassem derrubar a República ou ameaçar a integridade do território nacional. Contudo, a lei de 10 de janeiro de 1936 foi aplicada apenas parcialmente, e apenas o movimento monarquista Action Française foi dissolvido em decorrência dela, em 13 de fevereiro de 1936.
A Frente Popular incluiu, assim, a dissolução das ligas em seu programa eleitoral de 12 de janeiro de 1936. Essa proposta foi implementada após as eleições de maio de 1936, que levaram Léon Blum ao poder. Marceau Pivert pediu publicamente a dissolução das ligas em 27 de maio de 1936, no jornal Le Populaire.
Em 19 de junho de 1936, o ministro do Interior Roger Salengro fez o presidente Albert Lebrun assinar um decreto que proibia as principais ligas, logo dissolvidas (incluindo Croix-de-Feu, Solidarité Française, Jeune Patrie e Francistes). Três dias depois, La Rocque contornou a dissolução de sua associação Croix-de-Feu ao criar o Parti Social Français (PSF). A iniciativa de Salengro levou o jornal de extrema-direita Gringoire (que na época tinha tiragem de 500 mil exemplares semanais) a iniciar uma campanha de difamação contra ele, o que acabou levando-o ao suicídio em 18 de novembro de 1936.